# Schuschenskoje
Schuschenskoje (russisch Шу́шенское) ist eine Siedlung städtischen Typs in der Region Krasnojarsk in Sibirien, Russland mit 17.513 Einwohnern (Stand 14. Oktober 2010).

## Geographie

Freilichtmuseum von Schuschenskoje

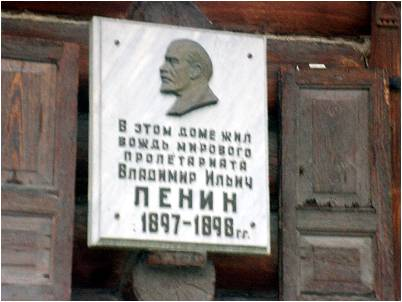
Gedenktafel für Lenin im Freilichtmuseum von Schuschenskoje

Schuschenskoje liegt 85 km südöstlich von Abakan, der Hauptstadt der autonomen Nachbarrepublik Chakassien im Minussinsker Becken am Fuße des Westsajan unweit der Mündung des namensgebenden Flüsschens Schusch in den Jenissei.
Die Staumauer des nach Gebirge und Ort benannten Sajano-Schuschensker Stausees mit einem der weltgrößten Wasserkraftwerke mit einer Leistung von 6400 Megawatt ist seit 1978 etwa 70 km stromaufwärts in Betrieb.
Schuschenskoje ist Verwaltungszentrum des gleichnamigen Rajons.

## Geschichte
Das Dorf Schuschenskoje wurde 1728 von Kosaken als befestigte Siedlung gegründet (nach anderen Angaben 1744). Erwähnt 1771 vom deutschen Forschungsreisenden Peter Simon Pallas.
Im 19. Jahrhundert diente es auch als politischer Verbannungsort, so für Dekabristen, Teilnehmer des polnischen Novemberaufstandes von 1830 und Narodniki. Vom 8. Mai 1897 bis 29. Januar 1900 befand sich Lenin zunächst allein in Schuschenskoje in der Verbannung. Ab 7. Mai 1898 kamen seine Frau Nadeschda Krupskaja und ihre Mutter hinzu. Aus diesem Grund wurde der Ort in der Sowjetzeit „Pilgerort“ für jährlich über hunderttausend Menschen.
1960 wurde der Status einer Siedlung städtischen Typs verliehen.

### Bevölkerungsentwicklung
| Jahr | Einwohner |
| ---- | --------- |
| 1897 | 1.382     |
| 1959 | 5.384     |
| 1970 | 14.073    |
| 1979 | 16.704    |
| 1989 | 19.289    |
| 2002 | 19.067    |
| 2010 | 17.513    |

Anmerkung: Volkszählungsdaten

## Kultur und Sehenswürdigkeiten
1930 wurde Lenins Wohnhaus aus der Zeit seiner Verbannung zu einem Museum umgestaltet. 1970 wurde es aus Anlass des 100. Geburtstages Lenins zu einem auf sechseinhalb Hektar Land großen Freilichtmuseum erweitert. Außer den Häusern, in welchen Lenin und seine Familie wohnten, kann man dort auch einen alten Krämerladen, ein Gasthaus, eine Polizeidienststelle und ein Gefängnis aus der Zeit um 1900 besichtigen.
Dieses Museum existiert auch noch heute, allerdings liegt der Schwerpunkt inzwischen auf der sibirischen Architektur und Lebensweise. Nur noch ein Haus ist Lenin gewidmet; hier ist unter anderem sein Schreibtisch zu bewundern.
Südlich und südöstlich des Ortes erstreckt sich einer der beiden Teile des Nationalparks Schuschenski bor. Auch die Parkverwaltung befindet sich in Schuschenskoje.
Seit 2003 findet in Schuschenskoje das alljährliche Festival ethnischer Musik „Ring des Sajan“ („Sajanskoje kolzo“) statt.

## Wirtschaft
Neben dem Tourismus gibt es in Schuschenskoje hauptsächlich Unternehmen der Lebensmittelindustrie.
Der Ort ist über eine 60 Kilometer lange feste Straßenverbindung mit der nächstgelegenen Eisenbahnstation Minussinsk an der Südsibirischen Eisenbahn Abakan–Taischet und dem russischen Straßennetz verbunden.
Ein kleiner ziviler Flugplatz ca. 6 km nordöstlich des Ortes (ICAO-Code UNAU), bei Kasanzewo, wird momentan nicht mehr regulär angeflogen.